# Lista över Kievrus regenter
Detta är en lista över regenter över Kievrus eller Rutenien, även kallat "rusernas land", som räknar sitt tillblivande till Rurik.

## Rikets historia i korthet
Rurik etablerade sitt rike i Novgorod (Holmgård) som befolkades av finska och slaviska folk, men inom några decennier flyttades huvudstaden söderut till Kiev. Sedan växte riket och Svjatoslav I lade hela riket under Kievs tron, men från rådslaget i Ljubetsj (en) 1097 delades det upp i vasallstater, i regel under rurikdynastins stormän.
Under Vladimir Is regering (980–1015) började Rutenien kristnas. Denne var den förste fursten som blivit kristen, med undantag för Olga, som ett halvsekel tidigare mötte motstånd bland de hedniska undersåtarna.
Kievriket under medeltiden var grunden till vad som långt senare skulle bli nationen Ukraina, och rutenskan, fornöstslaviskan utvecklades till ukrainska, belarusiska etc. Titeln för de flesta av Kievrikets härskare var Velikij Knjaz, dvs. storfurste. Iziaslav I var den förste att kalla sig kung, och fick en kungakrona av påven Gregorius VII cirka 1076.
Mstislav I (1076–1132), var den siste storfursten av det enade Kievriket, och andra delar av riket började komma utanför Kievs direkta kontroll, även om många furstendömen styrdes av rurikdynastins män, men de hade interna konflikter och krig som ledde till många tronskiften. Speciellt kan nämnas den sekellånga konflikten som uppkom mellan Svjatoslav II:s son Oleg I av Tjernigov och kusinen Vladimir II Monomach och deras avkomlingar. Den försökte man lösa vid det stora rådslaget i Ljubetsj 1097, med uppdelning av riket inom familjen. Kievrikets statsbildning kom att drabbas väldigt hårt av mongolernas härjningar 1240 och var vasallstat till Gyllene horden 1240–1362.
Gyllene Horden lät staden Moskva slippa lindrigare undan, vilket fick ett uppsving på 1200-talet och i samarbete med mongolerna. Från 1283 blev Moskvariket ett furstendöme, storfurstendöme och tsardöme med regenter av rurikdynastin till 1598, för att 1721 få namnet Ryska imperiet (ryska:Российская империя) av Peter I som ville uppvisa banden till Kievriket (ukrainska: Київська Русь - Kijivska Rus ryska:Киевская Русь - Kievskaja Rus). Historiografin i Ryssland och Ukraina är inte enig om huruvida Ryssland verkligen kan datera sin historia tillbaka till Kievriket. Dock ska Moskva varit grundat av furst Jurij Dolgorukij (ca 1090–1157) som regerade i Rostov-Suzdal, son till Kievs furst Vladimir II Monomach. Jurijs son proklamerade storfurstendömet Vladimir-Suzdal. Jurijs sonsonsson Alexander Nevskij gav Moskva som ett arv till Daniel I (1261–1303) från 1283. Moskvariket under rurikdynastin annekterade med tiden de flesta av rusernas områden och utropade Tsarryssland 1547, som "ledare för alla ruser".
Omkring 1321 erövrades Kiev av Storfurstendömet Litauen, den siste av rurikdynastin, Stanislav of Kiev, gick i exil, och Kievs regenter var helt underställda Polsk-litauiska samväldet i flera sekler, till Polens delningar från 1772. I Litauisk historieskrivning nämns slaget vid floden Irpin (en) som avgörande, men dess historicitet är ifrågasatt.

## Relation till Norden
Somliga historiker vill ange Kievs början genom khazarerna eller magyarerna medan andra håller sig till rurikdynastin, härstammande från Rurik (Rørikr). Samtida Ludvig den fromme (778–840) av Akvitanien och Frankerriket angav att ruserna var "svenska" (eos gentis esse Sueonum, "... detta folk är svear").
Banden med vikingarna och Norden kvarstod länge, även om man gifte in sig i de slaviska ätterna och talade deras språk, rutenska. Det vanliga furstenamnet Vladimir/Volodymyr motsvarar nordiska Valdemar, i bruk på bägge platser under tidig medeltid. Jaroslav den vise (i Sverige kallad Jarisleif) gifte sig med Ingegerd Olofsdotter av Sverige, dotter till Olof Skötkonung och slaviska Estrid av obotriterna. Jaroslav gav asyl åt Olof den helige och bjöd in Harald Hårdråde som äktade Jaroslavs dotter Elisabet av Kiev. Även Olav Tryggvason och Magnus I av Norge sökte tillflykt i Rutenien, i Novgorod. Enligt Adam av Bremen blev Anund Gårdske av ruserna i Kiev cirka 1070 vald till kung av Sverige, men avsatt genom omröstning bland svearna eftersom han vägrade delta i kungens traditionella avgudaoffer vid templet i Uppsala, ett öde som även beföll Inge den äldre 1084. Vladimir II Monomach gifte sig med Gytha av England (ca 1055–ca 1100), dotter till Englands danskättade anglosaxiske kung Harald Godwinson av huset Wessex. Mor till Valdemar den store (1131–1182) av Danmark var Ingeborg av Kiev, dotter till Vladimir II Monomachs son Mstislav I och Kristina Ingesdotter, dotter till Inge Stenkilsson och Helena av Östergötland.
Not: många årtal och andra uppgifter är osäkra på grund av bristfällig och motsägande dokumentation, och personer kan saknas eller vara påhittade av äldre tiders historiker, som vanligt är med beskrivning av forntida hjältekungar. Det lär ha funnits kungar i Kiev redan på 300-talet.

## Lista
| Namn                                                   | Regeringstid                          | Levnadstid      |
| ------------------------------------------------------ | ------------------------------------- | --------------- |
| Furstar av Novogorod                                   |                                       |                 |
| Rurik                                                  | 862–879                               | cirka 800–879   |
| Oleg (Helge)                                           | 879–912                               | död 912         |
| Kievriket                                              |                                       |                 |
| Igor I                                                 | 912–945                               | cirka 877–945   |
| Olga (Helga)                                           | 945–963                               | 881–969         |
| Svjatoslav I                                           | 963–972                               | cirka 945–972   |
| Jaropolk I                                             | 972–980                               | cirka 958–980   |
| Vladimir I                                             | 980–1015                              | cirka 956–1015  |
| Svjatopolk I                                           | 1015–1019                             | cirka 980–1019  |
| Jaroslav den vise                                      | 1016–1054                             | cirka 978–1054  |
| Iziaslav I                                             | 1054–68, 1069–73, 1076–1078           | 1024–1078       |
| Vseslav                                                | 1068–1069                             | 1039–1101       |
| Oleg av Novgorod eller Iziaslav I                      | 1069–1076                             |                 |
| Svjatoslav II                                          | 1073–1076                             | 1027–1076       |
| Vsevolod I                                             | 1076–1093                             | 1030–1093       |
| Svjatopolk II av Kiev                                  | 1093–1113                             | 1050–1113       |
| Vladimir II Monomach                                   | 1113–1125                             | 1053–1125       |
| Mstislav I                                             | 1125–1132                             | 1076–1132       |
| Jaropolk II                                            | 1132–1139                             | 1082–1139       |
| Vsevolod II son till Oleg I av Tjernigov               | 1139–1146                             | 1104–1146       |
| Igor II av Kiev son till Oleg I av Tjernigov           | 1146–1147                             | ?–1147          |
| Izjaslav II av Kiev                                    | 1146–1149, 1151–1154                  | cirka 1097–1154 |
| Jurij Dolgorukij av Kiev                               | 1149–1151, 1155–1157                  | cirka 1090–1157 |
| Izjaslav III av Kiev                                   | 1154–1155, 1157–1158, 1162            | ?–1162          |
| Rostislav I av Kiev                                    | 1154, 1159–1167                       | ?–1167          |
| Mstislav II av Novgorod                                | 1167–1169                             | ?–1172          |
| Gleb av Kiev                                           | 1169–1171                             | ?–1171          |
| Vladimir III Mstislavitj                               | 1171–1171                             | ?–1173          |
| Mikael I av Kiev                                       | 1171–1171                             | ?–1176          |
| Roman I av Kiev                                        | 1171–1173, 1175–1177                  | ?–1180          |
| Rurik II av Kiev, bror till Roman I, även samregerande | 1173, 1180–1182, 1194–1202, 1207–1210 | ?–1215          |
| Vsevolod III av Kiev                                   | 1173                                  | ?–1212          |
| Svjatoslav III av Kiev                                 | 1177–80, 1182–94                      | ?–1194          |
| Igor III av Kiev, son till Jaroslav II                 | 1202, 1212–1214                       | ?–?             |
| Roman II av Kiev                                       | 1203–1205                             | ?–1205          |
| Rostislav II av Kiev                                   | 1204–1206                             | ?–1214          |
| Vsevolod IV av Kiev                                    | 1207, 1210–1212                       | cirka 1164–1212 |
| Mstislav III av Kiev                                   | 1214–1223                             | ?–1223          |
| Vladimir III av Kiev (Vladimir IV Rurikovitj)          | 1223–1235                             | ?–1239          |
| Izjaslav IV av Kiev                                    | 1235–1236                             | 1186–?          |
| Jaroslav III (Jaroslav II av Vladimir-Suzdal)          | 1236–1238, 1243–1246                  | 1191–1246       |
| Michael II (Mikael av Tjernigov), son till Vsevolod IV | 1238–1239, 1241–1243                  | 1185–1246       |
| Rostislav III av Kiev, son till Michael II             | 1239–1239                             | 1210–1262       |
| Daniel av Kiev, son till Roman II                      | 1239–1240                             | 1201–1264       |
| Alexander Nevskij av Novgorod                          | cirka 1246–1263                       | 1220–1263       |
| Jaroslav IV (Jaroslav av Tver), Alexanders bror        | 1263–1271                             | 1230–1271       |
| Lev, son till Daniel av Galitsj                        | 1271–1301                             | 1228–1301       |
| Vladimir-Ivan Ivanovitj                                | 1301–?                                |                 |
| Stanislav Ivanovitj                                    | ?–1321                                |                 |